# Cunlhat
Ne doit pas être confondu avec Culhat.
Cunlhat (prononcé /kɛ̃.ja/, ou /kœ̃.ja/) est une commune française située dans le département du Puy-de-Dôme, en région Auvergne-Rhône-Alpes.
Ses habitants, au nombre de 1 301 au recensement de 2022, sont appelés les Cunlhatois et les Cunlhatoises.

## Géographie

### Localisation
Les communes limitrophes sont Auzelles, Ceilloux, La Chapelle-Agnon, Domaize, Saint-Amant-Roche-Savine et Tours-sur-Meymont.

### Climat
Pour des articles plus généraux, voir Climat d'Auvergne-Rhône-Alpes et Climat du Puy-de-Dôme.
En 2010, le climat de la commune est de type climat des marges montargnardes, selon une étude du Centre national de la recherche scientifique s'appuyant sur une série de données couvrant la période 1971-2000. En 2020, Météo-France publie une typologie des climats de la France métropolitaine dans laquelle la commune est exposée à un climat de montagne ou de marges de montagne et est dans la région climatique  Nord-est du Massif Central, caractérisée par une pluviométrie annuelle de 800 à 1 200 mm, bien répartie dans l’année. 
Pour la période 1971-2000, la température annuelle moyenne est de 9,2 °C, avec une amplitude thermique annuelle de 16,1 °C. Le cumul annuel moyen de précipitations est de 987 mm, avec 10,4 jours de précipitations en janvier et 8,3 jours en juillet. Pour la période 1991-2020, la température moyenne annuelle observée sur la station météorologique installée sur la commune est de 10,1 °C et le cumul annuel moyen de précipitations est de 1 010,2 mm,. Pour l'avenir, les paramètres climatiques de la commune estimés pour 2050 selon différents scénarios d'émission de gaz à effet de serre sont consultables sur un site dédié publié par Météo-France en novembre 2022.
| Mois                                  | jan.             | fév.            | mars           | avril           | mai             | juin          | jui.           | août         | sep.          | oct.          | nov.           | déc.            | année    |
| ------------------------------------- | ---------------- | --------------- | -------------- | --------------- | --------------- | ------------- | -------------- | ------------ | ------------- | ------------- | -------------- | --------------- | -------- |
| Température minimale moyenne (°C)     | −1               | −1,2            | 1,2            | 3,5             | 7,2             | 10,5          | 12,2           | 12,1         | 8,8           | 6,5           | 2,4            | −0,1            | 5,2      |
| Température moyenne (°C)              | 2,6              | 2,9             | 6,1            | 8,8             | 12,7            | 16,4          | 18,4           | 18,4         | 14,4          | 11            | 6,1            | 3,4             | 10,1     |
| Température maximale moyenne (°C)     | 6,1              | 7               | 11             | 14,1            | 18,3            | 22,2          | 24,7           | 24,8         | 20,1          | 15,5          | 9,8            | 6,9             | 15       |
| Record de froid (°C) date du record   | −22,5 12.01.1987 | −23 12.02.1956  | −18,5 01.03.05 | −8,5 13.04.1958 | −3,5 06.05.1957 | −2 07.06.1962 | 2,5 01.07.1962 | 1 23.08.1969 | −3 22.09.1948 | −8 27.10.1947 | −13 22.11.1998 | −18 25.12.1962  | −23 1956 |
| Record de chaleur (°C) date du record | 22,5 01.01.22    | 24,5 28.02.1960 | 27 28.03.1948  | 31 17.04.1949   | 34 17.05.1953   | 36,7 26.06.19 | 39 01.07.1952  | 38 12.08.03  | 35 07.09.1970 | 31 10.10.1967 | 24,9 08.11.15  | 21,5 03.12.1985 | 39 1952  |
| Précipitations (mm)                   | 67,2             | 60,8            | 60,3           | 85,2            | 110,2           | 100,6         | 84             | 90,6         | 91,8          | 94,6          | 97,3           | 67,6            | 1 010,2  |

## Urbanisme

### Typologie
Au 1er janvier 2024, Cunlhat est catégorisée commune rurale à habitat dispersé, selon la nouvelle grille communale de densité à sept niveaux définie par l'Insee en 2022.
Elle est située hors unité urbaine et hors attraction des villes,.

### Occupation des sols

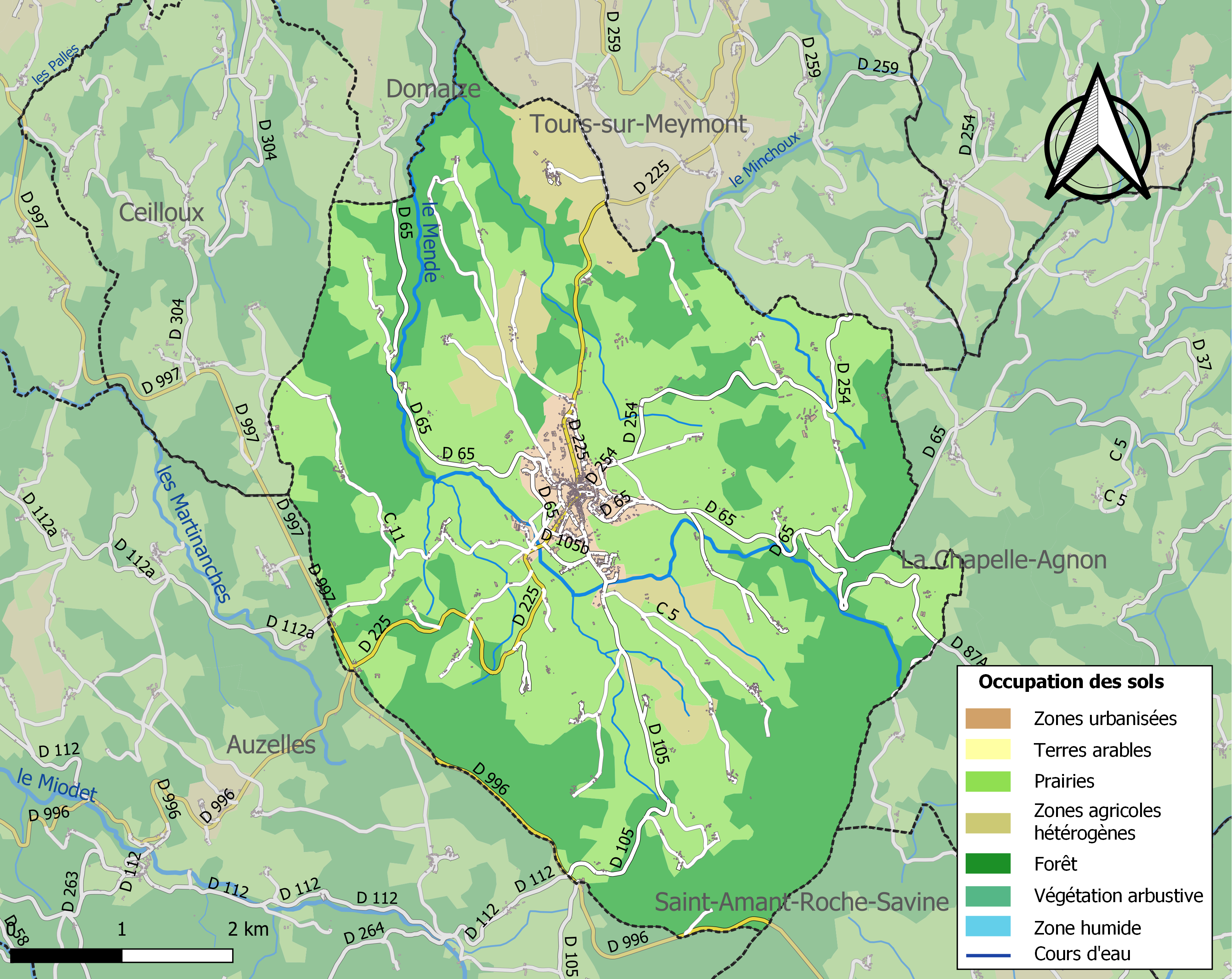
Carte des infrastructures et de l'occupation des sols de la commune en 2018 (CLC).

L'occupation des sols de la commune, telle qu'elle ressort de la base de données européenne d’occupation biophysique des sols Corine Land Cover (CLC), est marquée par l'importance des territoires agricoles (55,1 % en 2018), une proportion sensiblement équivalente à celle de 1990 (55 %). La répartition détaillée en 2018 est la suivante : prairies (48,3 %), forêts (41,8 %), zones agricoles hétérogènes (6,9 %), zones urbanisées (3,1 %). L'évolution de l’occupation des sols de la commune et de ses infrastructures peut être observée sur les différentes représentations cartographiques du territoire : la carte de Cassini (XVIIIe siècle), la carte d'état-major (1820-1866) et les cartes ou photos aériennes de l'IGN pour la période actuelle (1950 à aujourd'hui).

### Lieux-dits et écarts
L'Alleyras Basse, la Barde, Beauregard, Boscène, le Bouchet, Bouffoux, le Bourg, la Bravardie, la Brugère, les Bruneilles, la Brunelie, Cammas, Campines, Chabrol, le Chalard, Chalendrat, le Chapioux, Chardy, le Coin, le Colombier, Coudeix, Courteisseire, le Cros, l'Espinassière, les Faidides, la Font, Fontbonne, Fontrias, Forest, le Feder, Puissochet, Gathier, Gonteix, Gouttebessis, la Grainetie, Grange, la Gravière (à cheval sur la commune d'Auzelles), la Guelle, la Guillaumie, Lacost, Lescure, Ligonie, Lossedat, le Malberton, Mandet, Marèche, Mas du Bost, les Meules, le Monneyroux, Montabrut, la Morille, Mounoux, Olagnier, l'Olme, Omaly, Pacher des Bœufs, Palasse, le Pénafet, le Perrier, le Petit Chignat, le Petit Verdier, la Petite Mouliche, les Pins, le Pont de Palasse, les Prades (1), les Prades (2), les Prades (3), les Rouchoux, Roussy, Ruinoux, Sagnes, le Sardier, Terrol (château), la Vaissière, le Verdier, le Vernet, Vialatte, la Vironne (2), Vironne (1).

### Voies de communication et transports

#### Voies routières
La route départementale 225 est la route principale desservant la commune. Celle-ci dessert le lieu-dit L'Alleyras (au croisement avec les routes départementales 996 vers Issoire et Ambert et 997 vers Billom et Clermont-Ferrand) et continue au nord vers Tours-sur-Meymont.
La commune est également traversée par les routes départementales 65, 87a, 105 et 254.

#### Transports en commun
Aucune ligne d'autocars du réseau interurbain du Puy-de-Dôme ne dessert la commune.

## Histoire
L'origine de Cunlhat est vraisemblablement liée à la présence d'une villa gallo-romaine. Le nom de la commune provient du nom propre romain Cumiliacus. Sous l'Ancien Régime, Cunlhat était une viguerie et constituait une des terres les plus riches de la seigneurie de Montboissier.[réf. nécessaire]
Le bourg s'est constitué autour de l'abbatiale devenue église paroissiale. Les moines bénédictins ont fondé le marché qui depuis le XIIIe siècle a toujours lieu le mercredi.
Durant la Révolution française, Cunlhat a connu des journées insurrectionnelles qui ont conduit à la décapitation du meneur, Coiffier de Terraules.
Sous la Troisième République, Cunlhat a pour maire entre 1882 et 1907 Edmond Guyot-Dessaigne. Il a été député du Puy-de-Dôme et plusieurs fois ministre. C'est en tant que garde des Sceaux de 1906 à décembre 1907 qu'il a eu à mettre en œuvre la loi de 1905.
Pendant plus de dix ans (1988-2001), Cunlhat a accueilli le plus grand rassemblement européen de Harley-Davidsons.
De 2002 à 2008, il a été organisé un symposium d'art moderne, Chantiers d'art, de réputation internationale où de nombreux artistes ont été primés, comme le sculpteur espagnol Dinoja.[réf. nécessaire]

## Politique et administration

### Liste des maires
| Période                                  | Période                    | Identité                       | Étiquette         | Qualité |
| ---------------------------------------- | -------------------------- | ------------------------------ | ----------------- | --- |
| Les données manquantes sont à compléter. |                            |                                |                   | |
| 1881                                     | 1907                       | Edmond Guyot-Dessaigne         | radical de gauche | Président du conseil général (1901-1907) ministre de la Justice (1889, puis 1906-1907) ministre des Travaux publics (1895-1896) député radical |
| 1971                                     | 1976                       | Albert Clément                 | DVG               | |
| 1976                                     | 2001                       | Henri Rigal (4 mandats + 1 an) | PS                | Conseiller général[précision nécessaire] |
| 2001                                     | 2008                       | Jean Bernard                   | UMP               | |
| 2008                                     | 2014                       | Gilbert Bonnefoy               | DVG               | Conseiller général[précision nécessaire] |
| mars 2014                                | mai 2020                   | Frédéric Fargette              |                   | |
| mai 2020                                 | En cours (au 10 août 2020) | Chantal Facy                   |                   | Retraitée |

## Population et société

### Démographie
Les habitants de la commune sont appelés les Cunlhatois et les Cunlhatoises.
L'évolution du nombre d'habitants est connue à travers les recensements de la population effectués dans la commune depuis 1793. Pour les communes de moins de 10 000 habitants, une enquête de recensement portant sur toute la population est réalisée tous les cinq ans, les populations de référence des années intermédiaires étant quant à elles estimées par interpolation ou extrapolation. Pour la commune, le premier recensement exhaustif entrant dans le cadre du nouveau dispositif a été réalisé en 2005.

En 2022, la commune comptait 1 301 habitants, en évolution de +4 % par rapport à 2016 (Puy-de-Dôme : +2,1 %, France hors Mayotte : +2,11 %).
| 1793  | 1800  | 1806  | 1821  | 1831  | 1836  | 1841  | 1846  | 1851  |
| ----- | ----- | ----- | ----- | ----- | ----- | ----- | ----- | ----- |
| 2 826 | 2 825 | 2 990 | 3 039 | 3 470 | 3 325 | 3 434 | 3 471 | 3 000 |

| 1856  | 1861  | 1866  | 1872  | 1876  | 1881  | 1886  | 1891  | 1896  |
| ----- | ----- | ----- | ----- | ----- | ----- | ----- | ----- | ----- |
| 2 996 | 2 982 | 2 888 | 2 934 | 2 996 | 3 168 | 3 107 | 3 016 | 2 813 |

| 1901  | 1906  | 1911  | 1921  | 1926  | 1931  | 1936  | 1946  | 1954  |
| ----- | ----- | ----- | ----- | ----- | ----- | ----- | ----- | ----- |
| 2 749 | 2 784 | 2 614 | 2 284 | 2 212 | 1 951 | 1 853 | 1 669 | 1 524 |

| 1962  | 1968  | 1975  | 1982  | 1990  | 1999  | 2005  | 2006  | 2010  |
| ----- | ----- | ----- | ----- | ----- | ----- | ----- | ----- | ----- |
| 1 409 | 1 429 | 1 408 | 1 416 | 1 411 | 1 350 | 1 323 | 1 322 | 1 292 |

| 2015  | 2020  | 2022  | - | - | - | - | - | - |
| ----- | ----- | ----- | - | - | - | - | - | - |
| 1 248 | 1 319 | 1 301 | - | - | - | - | - | - |

## Culture et patrimoine

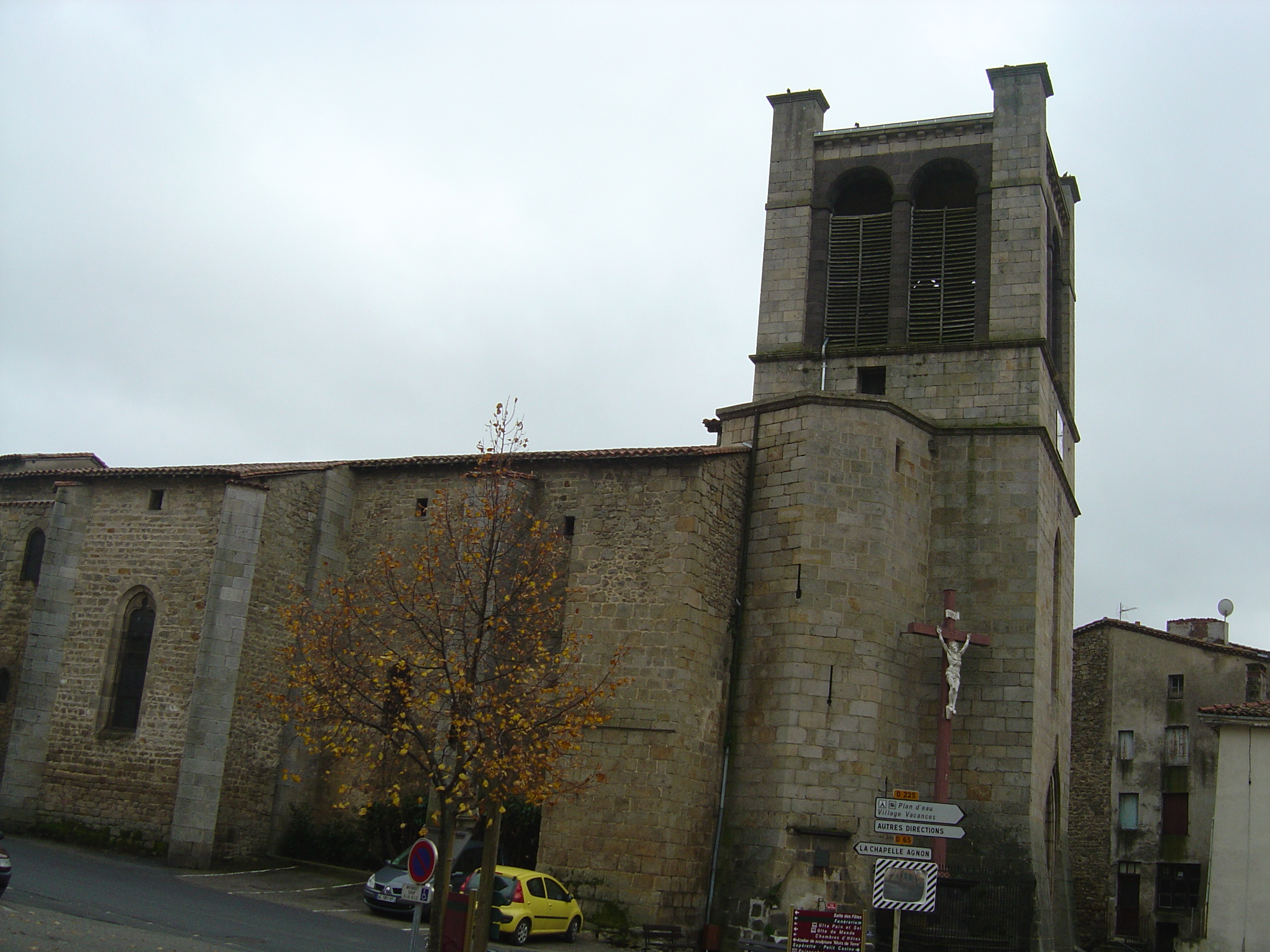
L'église Saint-Martin.

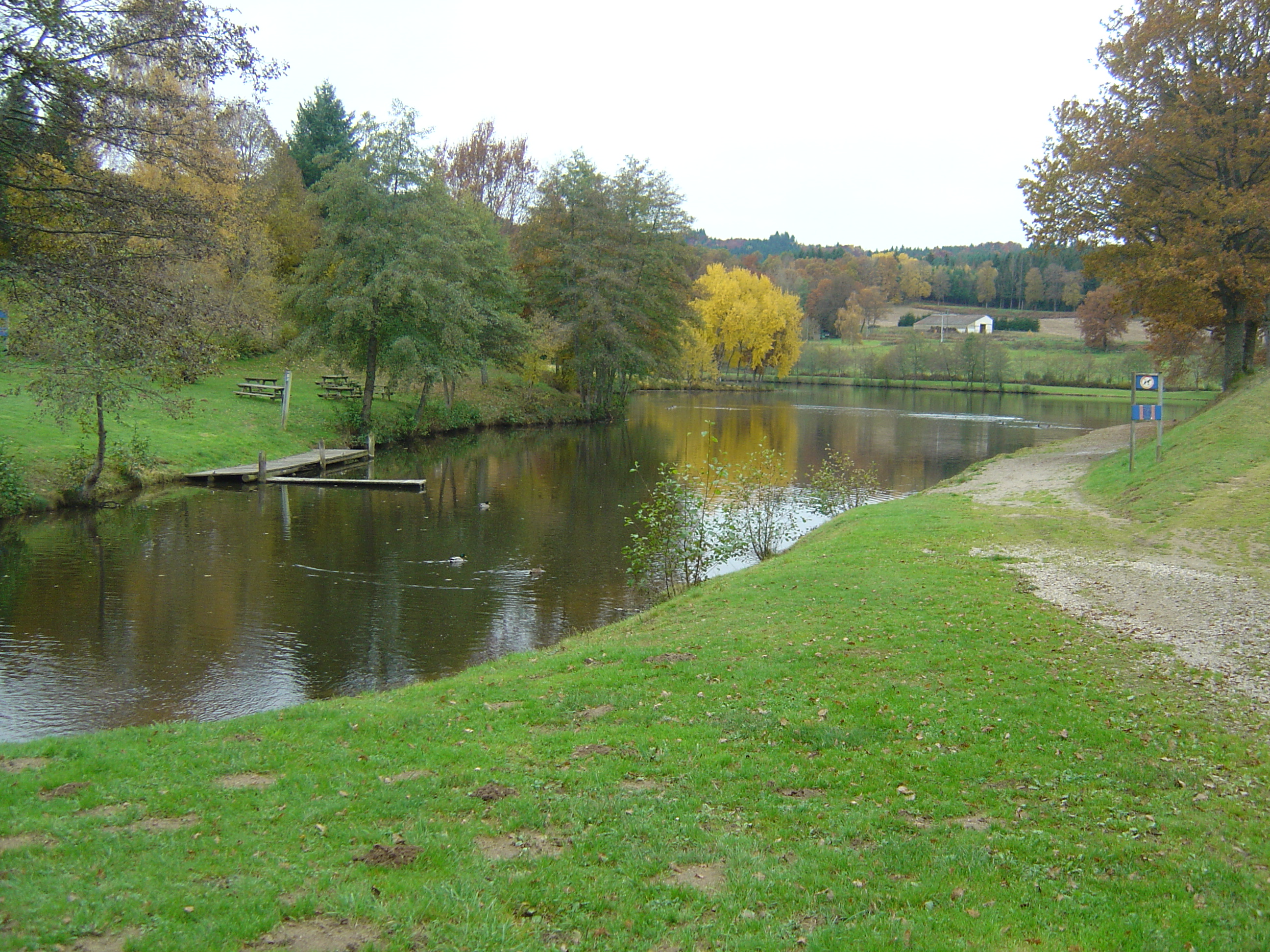
Plan d'eau de Cunlhat.

### Lieux et monuments

#### Patrimoine religieux
L'église Saint-Martin de Cunlhat fait l’objet d’un classement au titre des monuments historiques depuis le 2 mai 1912.
Des éléments de mobilier ecclésiastique sont répertoriés par l'inventaire général du patrimoine culturel :
- Calice (4e quart du XVIIIe siècle, réalisé par l'orfèvre Jean Charles Duchesne) ;
- Calice et patène (XVIIIe siècle, réalisés par l'orfèvre Mathieu Vincent Delarbre) ;
- Encensoir (1re moitié du XIXe siècle) ;
- la Trinité, groupe statuaire (XVIe siècle) ;
- Cloche (3e quart du XVe siècle) ;
- Croix d'autel (crucifix) (XVIIe siècle) ;
- Pentures et verrou (XIIIe siècle) ;

L'église est en fait une abbatiale qui faisait partie d'un monastère bénédictin.

#### Patrimoine civil
- Demeure des Montboissier dans le bourg, XVe siècle (bâtiment privé).
- Motte castrale de Ramia[23]. située près du Mas du Bost sur le parcours de randonnée : le chemin de l'An Mil.
- Motte castrale du Chalard[23].
- Motte castrale de Cunlhat[23] : (au-dessus de l'actuelle place Lamothe (quartier de La Motte au cadastre de 1819)). La maison de retraite a été construite en 1896 en lieu et place de l'ancienne chapelle castrale dédiée à Notre-Dame. L'hospice était confié à la congrégation des sœurs Saint-Vincent-de-Paul. C'est aujourd'hui un EHPAD (établissement pour personnes âgées dépendantes) public, couplé à un SSIAD (Service de soins infirmiers à domicile), un service de portage de repas à domicile et une location de logements annexes.
- Ces établissements publics sont réunis en direction commune depuis 2017 avec un établissement d'aide au travail (ESAT), des Foyers pour personnes en situation de handicap (Foyer de vie, Foyer d'accueil médicalisé, Foyer d'hébergement), ainsi qu'un Service d'accompagnement à la vie sociale, tous installés depuis les années 1980 sur le site de l'ancien IME créé en 1973. Au total, la direction commune de Cunlhat accompagne plus de 300 personnes vulnérables et promeut leur autonomie et leur inclusion dans la cité.
- Château de Terrol : XVe siècle (privé).
- Château du Verdier : XVIIe siècle, château de la famille des Rochon du Verdier, bailli de Montboissier, jusqu'au XXe siècle (privé).
- La résidence du Collombier (XIXe siècle), ancien hôtel, actuellement transformé en résidence d'artiste avec salle d'exposition[24].
- L'École des frères : ancien couvent transformé en école, en contrebas de la maison de retraite, bâtisse du XIXe siècle, maintenant devenue résidence secondaire privée.
- En 2008, le centre omnisports Roger-Fayet (ancien maire de Ceilloux) ouvre ses portes.
- La place principale du village, aujourd'hui appelée place du Marché était appelée sur le cadastre du XIXe siècle place des Fossés-du-Prieuré. Elle conservait jusque dans les années 1980 de vieux arbres dont un gros tilleul que la légende locale disait avoir été planté à l'occasion d'une visite en Auvergne de Louis XIV (peut-être un souvenir de l'inventaire des forêts initié par Colbert). Les registres municipaux signalent également la plantation d'un arbre de la Liberté vers 1792. Fragilisés par une taille mutilante, ces arbres ont dû être abattus.
- Le Collombier, la résidence d'accueil d'artistes de Cunlhat. Au cœur de Cunlhat, cet ancien hôtel-restaurant est un lieu de rencontre autour des arts plastiques.
- Hôtel de la Caisse d'épargne, inauguré en 1935.

### Patrimoine naturel
- Le col de Toutée (996 m), emprunté cinq fois par le Tour de France, se trouve sur la RD 996 au sud du bourg.
- La commune de Cunlhat est adhérente du parc naturel régional Livradois-Forez.

### Personnalités liées à la commune
- Joseph Groisne (1768-1812), général des armées de la République et de l'Empire, décédé à Dantzig des suites de ses blessures reçues à la bataille de la Bérézina.
- André Eugène Costilhes est né à Cunlhat en 1865. Artiste peintre, il fut l'élève de Léon Bonnat et exposa au Salon des artistes français entre 1910 et 1932. Il peint un décor dans un café de Cunlhat.
- Maurice Pialat y est né le 21 août 1925, actuelle rue du 8-Mai-1945. Il tourne un de ses premiers courts métrages à Cunlhat (congrès eucharistique de 1952), quelques scènes de La Gueule ouverte sont également tournées en Auvergne et l'on pourra repérer dans certains de ses films des allusions directes ou plus cachées à sa région d'origine (Van Gogh, Nous ne vieillirons pas ensemble. Son dernier film Le Garçu, a été tourné en partie à Cunlhat, notamment dans les locaux de la maison de retraite. Fin 2004, la commune de Cunlhat a donné le nom de Maurice Pialat à une petite place au centre du bourg face à l'immeuble où ses parents ont tenu un commerce à la fin de leur vie.
- Edmond Guyot-Dessaigne, avocat natif de Brioude, il devint Maire de Cunlhat dès 1881 et le resta jusqu'à sa mort en 1907. Il fut choisi comme ministre de la Justice en 1889 par Charles Floquet puis par Clemenceau en 1906-1907, et comme ministre des Travaux publics en 1895-1896 par Léon Bourgeois.
- Antoine Richard (1890-1947), historien, professeur, militant communiste et syndicaliste français né à Cunlhat.

### Héraldique
D'azur semé de croisettes d'or, au château de trois tours du même, celle du milieu surélevée, ouvert du champ et maçonné de sable, brochant sur le tout. Le semé de croisettes rappelle les armoiries de la famille de Montboissier, ancien seigneur de Cunlhat.